# تجارت پوست (فیلم)
تجارت پوست (انگلیسی: Skin Trade) فیلمی در ژانر مهیج و اکشن است که در سال ۲۰۱۴ منتشر شد. از بازیگران آن می‌توان به دولف لاندگرن و تونی جا اشاره کرد.